# فلسفة الأنظمة
فلسفة الأنظمة هي تخصص هادف إلى بناء فلسفة جديدة (في إطار الرؤية الكونية) من خلال استخدام المفاهيم النظمية. وصف إيرفن لاسلو هذا التخصص لأول مرة في عام 1972 في كتابه مقدمة في فلسفة الأنظمة: نحو نموذج فكري جديد في الفكر المعاصر. ذُكر هذا التخصص بوصفه «إعادة توجيه الفكر والرؤية الكونية المستمد من إدخال «الأنظمة» باعتبارها النموذج الفكري العلمي الجديد».

## نشأة فلسفة الأنظمة وتطورها

### تأسيس فلسفة الأنظمة
أسس إيرفن لاسلو فلسفة الأنظمة في عام 1972 في كتابه مقدمة في فلسفة الأنظمة: نحو نموذج فكري جديد في الفكر المعاصر. كتُبت مقدمة الكتاب بواسطة لودفيج فون بيرتالانفي.
تشير «فلسفة الأنظمة»، وفقًا للمصطلح الذي صاغه لاسلو، إلى استخدام المنظور النظمي في نمذجة طبيعة الواقع، إلى جانب استخدام ذلك في حل المشكلات الإنسانية الهامة (لاسلو، 1972). طور لاسلو الفكرة الكامنة خلف فلسفة الأنظمة بشكل مستقل عن عمل فون بيرتلانفي نظرية النظام العامة (المنشورة في عام 1968)، لكنهما التقيا قبل نشر كتاب مقدمة في فلسفة الأنظمة واتخذا قرارًا مشتركًا بتسمية بإطلاق اسم «فلسفة الأنظمة» على التخصص الجديد. استغرق تأليف كتاب مقدمة في فلسفة الأنظمة خمس سنوات، وقد أسمى لاسلو هذا العمل «عملي الكبير» في سيرته الذاتية.
تمثلت «الفكرة العظيمة» للاسلو، التي جعلت فلسفة الأنظمة ممكنة، في وجود نظرية نظام عامة قادرة على التقاط «الأنماط» المتكررة عبر النظميات، التي تلتقط بدورها «الأنماط» المتكررة عبر الفروع التخصصية، بالإضافة إلى استلزامها تنظيم العالم ككل وامتلاكها بالتالي لوحدة كامنة. تُعتبر المجالات الخاصة بالطبيعة (كما يمكن تمييزها في العلوم المتخصصة) في ضوء ذلك تعبيرات أو ترتيبات أو إسقاطات مشروطة لواقع كامن مرتب بشكل واضح. توفر إمكانية فهم طبيعة هذه الوحدة الكامنة وطريقتها في تحديد الواقع الظاهري مساعدة قوية لحل المشكلات الاجتماعية الملحة والإجابة على الأسئلة الفلسفية العميقة.
شهدت فلسفة الأنظمة في السنوات اللاحقة تطويرات متعددة بأربع طرق بارزة مذكورة أدناه.

### لاسلو والمستقبليات التطورية
يعود التطوير الأول إلى إيرفن لاسلو نفسه، إذ استند إلى الاهتمام بعدم وجود أي اعتبار للتأثيرات النظمية العالمية في الطريقة المستخدمة لاستغلال الموارد العالمية، إلى جانب فرض هذه الطريقة للعديد من العقبات العالمية الكارثية. يرتكز العمل في هذا المجال على تطوير نماذج وتداخلات قادرة على تحقيق الازدهار الإنساني المستدام على نطاق عالمي. يروج لاسلو العمل في هذا المجال من خلال نادي مؤسسة بودابست الدولية، الذي أسسه وتولى رئاسته، إلى جانب مجلة المستقبليات العالمية: مجلة التطور العام، التي يتولى مهام تحريرها. 

### أوزبكان والإشكالية العالمية
حدد معاصر لاسلو، حسن أوزبكان، في الاقتراح الأصلي لمنظمة نادي روما 49 مشكلة حرجة مستمرة (سي سي بّي إس) متشابكة ببعضها البعض لتوليد الإشكالية العالمية. تجاهل النادي هذا العمل باعتباره إنسانيًا للغاية واعتمد ديناميكيات النظام الخاصة بجاي فوريستر. أدى هذا القرار إلى مجلد حدود النمو.
جلس أوزبكان مع ألكسندر كريستاكيس معيدًا النظر في 49 نقطة من المشاكل الحرجة المستمرة في عام 1995 باستخدام منهجية تصميم الحوار البنيوي (إس دي دي) الذي لم يكن متاحًا في عام 1970. وضعا خريطة تأثير لتحديد نقاط الفعالية من أجل التخفيف من الإشكالية العالمية. بعد ذلك، وضع فصل دراسي عبر الإنترنت لجامعة فليندرز خريطة تأثير مشابهة في نواح عديدة لتلك المنتجة بواسطة أوزبكان وكريستاكيس. في عام 2013، عمل رينالدو تريفينو وبيثانيا أرانغو على محاذاة التحديات العالمية لمشروع الألفية البالغ عددها 15 مع 49 مشكلة حرجة مستمرة، وأنتجا عددًا من الأفعال التي كشفت التأثير بين التحديات وحددت الأفعال اللازمة لمعالجة نقاط الفعالية.

### أبوستل وتوحيد الرؤية الكونية
استُوحي التوجه الثاني من ليو أبوستل، واستند إلى الاهتمام بالتجزؤ المتزايد للرؤى الكونية التخصصية، ما من شأنه تقويض إمكانات العمل متعدد التخصصات وبين التخصصات اللازم لمعالجة المشكلات العالمية الاجتماعية، والثقافية والاقتصادية الملحة. بدأ هذا الجهد من خلال منشور أبوستل وآخرين في عام 1994 لكتاب الرؤى الكونية: من التجزئة إلى التوحيد. أيد أبوستل هذه الأجندة من خلال تشكيل مجموعة الرؤى الكونية وتأسيس ما يُعرف اليوم باسم مركز ليو أبوستل للدراسات متعددة التخصصات في الجامعة الحرة في بروكسل. يرتكز عمل هذه الوحدات على تطوير النماذج النظمية لبنية الرؤى الكونية وطبيعتها بالإضافة إلى استخدام ذلك في تعزيز العمل نحو منظور موحد للعالم.

### ميدغلي والتدخل النظمي
قاد جيرالد ميدغلي المبادرة الثالثة، التي عكست الاهتمام بالتطورات في كل من فلسفة اللغة، وفلسفة العلم وفلسفة الاجتماع واقترحت أن الموضوعية في نمذجة الواقع عبارة عن مثالية متعذرة الإدراك، نظرًا إلى تأثير القيم الإنسانية على ما يمكن تضمينه أو استبعاده في أي تحقيق («اختيار المحتوى»)، إلى جانب التأثير على كيفية رسم حدود الموضوعات محل الاهتمام بشكل دقيق («تقييم الحدود»). استلهم ميدغلي من استنتاج احتمال تعذر تحقيق اتفاق موضوعي حول طبيعة الواقع و«صواب» النظريات من الناحية العملية ليطور ممارسات التدخلات النظمية القادرة على تجاوز هذه المناقشات من خلال التركيز على العمليات المتضمنة في إصدار أحكام الحدود في المواقف العملية. يدعم هذا ممارسات التدخلات النظمية المستغلة لتعددية النظريات والنهج التي تعكس النواحي المختلفة المشروطة بالقيمة، عوضًا عن محاولة توحيدها. يستند هذا المنظور إلى الاعتراف بوجوب أخذ القيم في الاعتبار بشكل واضح في نموذج فكري واقعي للأنظمة، بشكل معاكس للآلية المستخدمة حتى الآن على نطاق واسع في نمذجة سلوك الأنظمة الطبيعية. يتمثل النص المركزي لهذا النهج في كتاب ميدغلي لعام 2000 التدخل النظمي: الفلسفة، والمنهجية والممارسة. يُطلق على هذا النهج في الوقت الحالي اسم تفكير الأنظمة الحيوي («الحيوي» فيما معناه «الانعكاسي»)، ويشكل محور تركيز رئيسي لمركز دراسات الأنظمة في جامعة هل، الذي يتولى ميدغلي مسؤولية إدراته.

### روسو وواقعية القيم
تأسس التطور الرابع على يد ديفيد روسو، واستند إلى نسبية القيم المهيمنة على الحديث الأكاديمي واعتبارها إشكالية بالنسبة للرفاهية الفردية والمجتمعية، ومتعارضة مع الآثار الشمولية لفلسفة الأنظمة وغير منسجمة مع الجوانب الكونية للحدس الأخلاقي والخبرات الروحانية. أيد روسو البحث الهادف إلى توضيح الأسس الأنطولوجية للقيم والحدس المعياري، إذ سعى بذلك إلى دمج القيم في نموذج لاسلو للأنظمة الطبيعية بطريقة شمولية (مثل ما دعا إليه أبوستل)، وغير اختزالية (مثل ما دعا إليه ميدغلي) ومدعومة تجريبيًا (مثل ما دعا إليه ويليام جيمس). شجع روسو على هذا العمل من خلال مركز فلسفة الأنظمة، الذي أسسه وتولى مسؤولية إدارته، بالإضافة إلى المشاريع التعاونية مع جامعة هل، حيث يعمل كزميل زائر في مركز دراسات الأنظمة وكعضو كامل العضوية في مركز الدراسات الروحانية.